# Martin Waldseemüller
Martin Waldseemüller, llatinitzat Martinus Ilacomilus o Hylacomylus (c. 1470 Friburg de Brisgòvia, Sacre Imperi - c. 1521/1522), fou un cartògraf alemany. Junt amb Matthias Ringmann foren les primeres persones que recolliren el nom Amèrica, l'any 1507, en el mapa Universalis Cosmographia, tot emprant el mot en honor de l'explorador Amerigo Vespucci.

## Biografia
Passà la seva infància prop del llac de Constança. S'inicià en el món de la impremta en el taller que el seu oncle tenia a Basilea. En el registre de la universitat de Friburg apareix una nota que observa la presència de "Martinus Walzenmüller" el 7 desembre 1490, amb tot no hi ha altres indicis de què cursés els seus estudis en aquesta universitat. Tanmateix, és evident que estudià teologia i que es dedica a l'estudi de la geografia i la cartografia. Entrà a treballar a la impremta de l'abadia de Sant Deodatus (en alemany: Sankt Diedel) al ducat de Lotaríngia (actualment Saint-Dié-des-Vosges a Lorena, França), essent integrat al Gymnase vosgien com a cartògraf. El Gymnase vosgien estava integrat per Vautrin Lud, Nicolás Lud, Jean Basin, Mathias Ringmann i, el mateix, Martin Waldseemüller l'any 1507. L'any 1514 Waldseemüller esdevingué canonge de Saint-Dié.

## Invenció d'Amèrica
A Sankt Diedel treballaven diversos editors que van quedar impressionats per la lectura de les publicacions que pretenien narrar les proeses de Vespucci: havia arribat a les seves mans un exemplar traduït a l'alemany de la Lettera. Aquesta edició estava tramesa a Renat II de Lorena: "al Ilustrísimo Renato, rei de Jerusalem i de Sicília, duc de Lorena i de Bar, Amerigo Vespucci, humil reverència i deguda recomanació." Tanmateix Vespucci no coneixia el monarca i la carta és per això traducció gairebé fidel de la impressió de Soderini; per tant, manté incongruents les referències que el suposat Américo dedicava al gonfaloniereen el text original, com la menció a l'amistat que els unia des de la infància, als seus dies juvenils a l'aula de l'oncle Giorgio i a altres fets completament aliens a la vida del rei.

## Cosmographiæ IntroductioiUniversalis Cosmographia

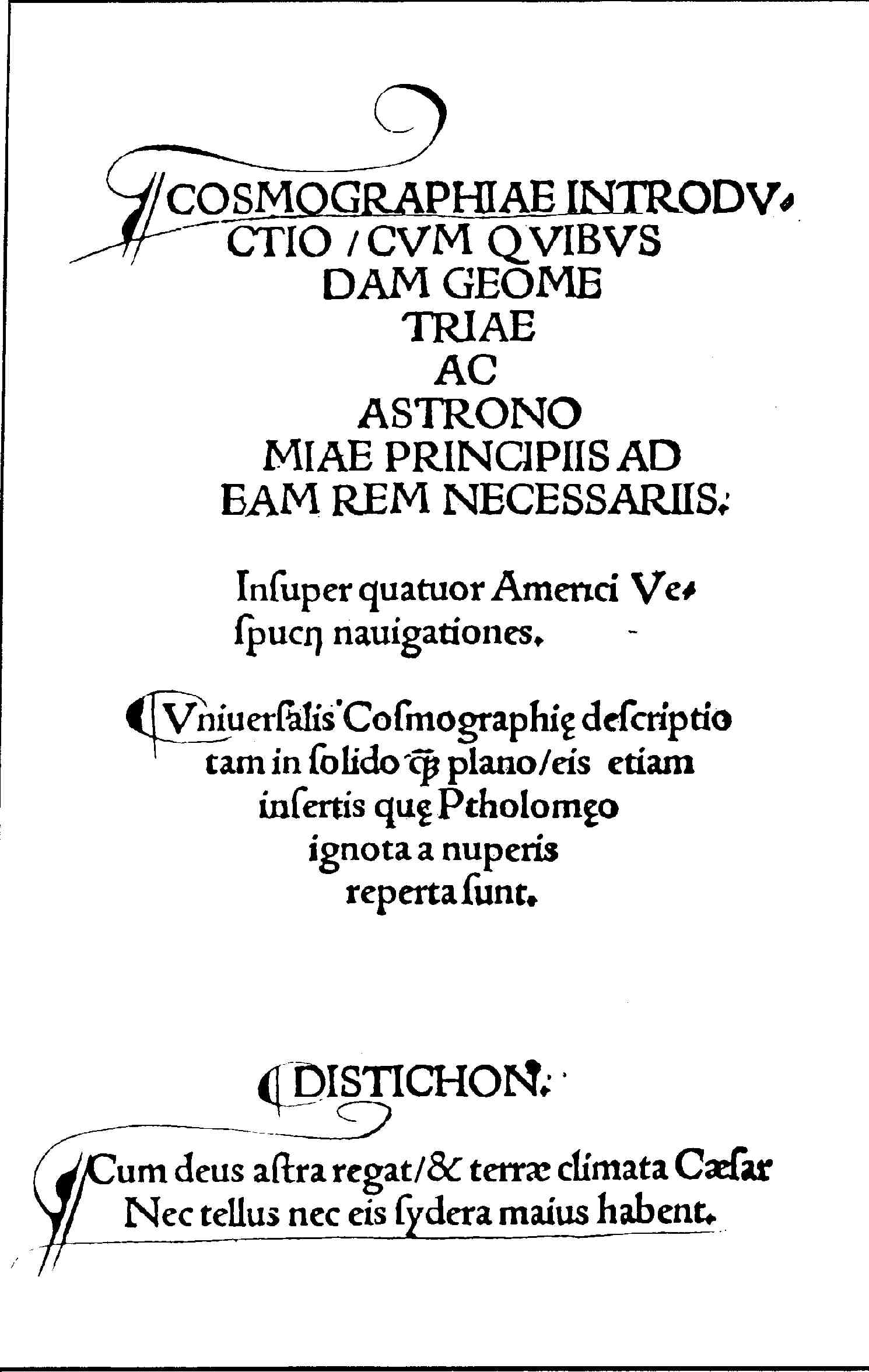
Pàgina de titul de la Cosmographiae Introductio

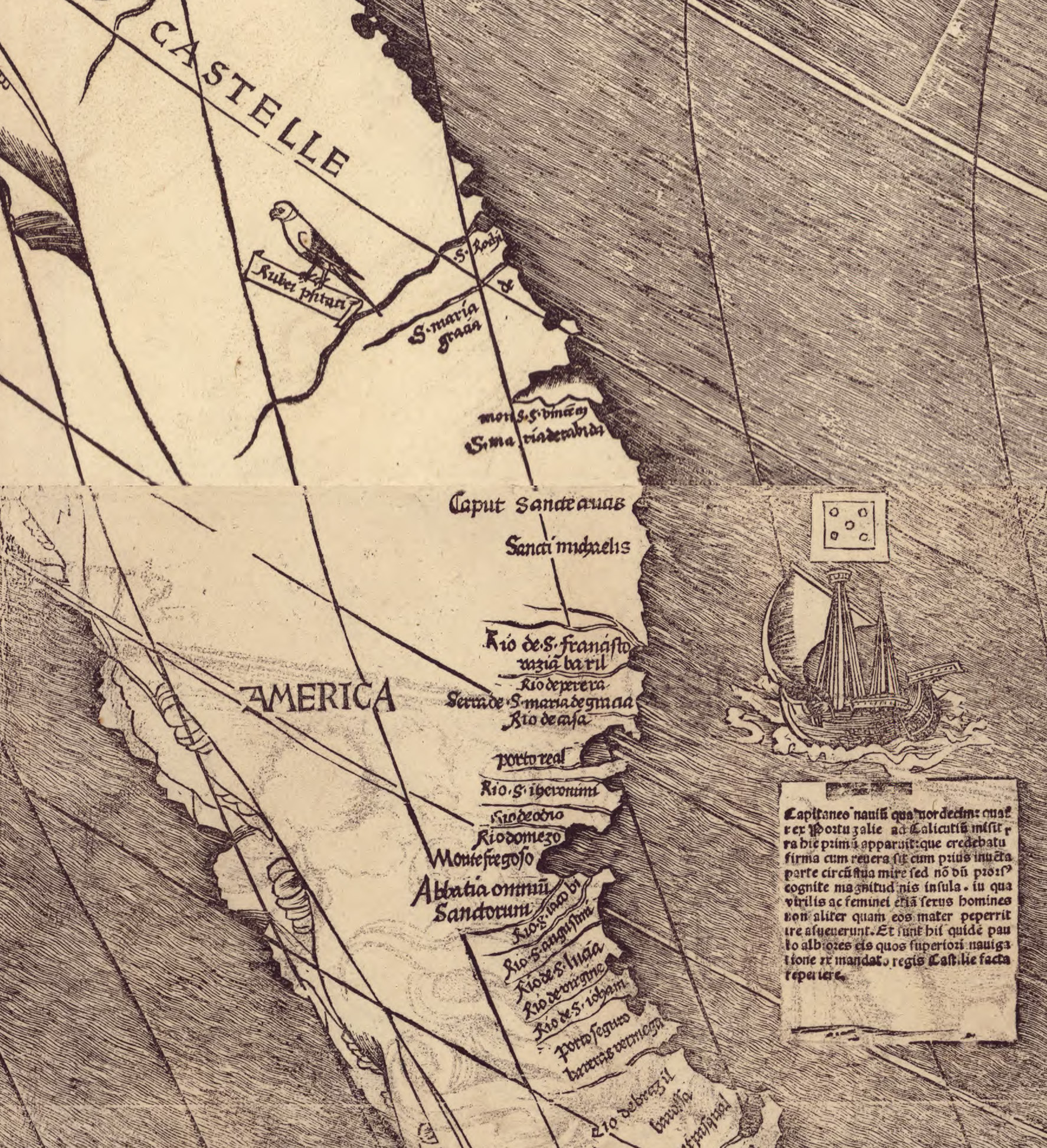
Detall:«America»

El 25 d'abril de 1507, Waldseemüller produí un mapa mundi globular i un enorme mapa mundi mural de 12 panells (Universalis Cosmographia), junt amb el llibre Cosmographiæ Introductio (introducció a la cartografia), acompanyat per una traducció al llatí de la Lettera de Vespucci sota el títol "Quattuor Americi navigationes" ("Quatre Viatges d'Amérigo").
En els mapes i el llibre s'empra per primera vegada el mot «America». Al capítol IX del text se suggeria que el nom del Nou Món hauria de ser "Amèrica" (femení per analogia a "Europa", "Àsia" i "Àfrica") en honor de Vespucci:
| « | "ab Americo Inventore (...) quasi Americi terram sive Americam" ("D'Amérigo el descobridor (...) com si fos la terra d'Amérigo o América") | » |

No se sap amb certesa quin dels impressors del Gymnase Vosgien és el creador del nom. Els especialistes s'inclinen per Ringmann o per Jean Basin de Sandacourt, el traductor del Novus Mundus al llatí.
Waldseemüller inclou el mot en el mapa, situant-lo en sobre l'Amèrica del Sud, mentre que l'actual Amèrica del Nord és designada amb el terme vuida terra incognita (desert de terra desconegut).

Universalis Cosmographia (1507)

De 1507 a 1511, Treballa amb Mathias Ringmann la nova edició en llatí de la Geographia de Ptolemeu, sota el patrocini de Renat II de Lorena. Mentre que l'edició de text Ringmann corregeix Ptolemeu Waldseemüller s'ocupa dels mapes corresponents i els completa amb 20 mapes moderns. Aquest llibre pot ser considerat el primer atles modern.
En un d'aquests mapes, Tabula Terre Nove, tracta de corregir el seu error en atribuir l'honor a Vespucci del descobriment de Colom, a l'Amèrica del Sud, incloent-hi: "Aquesta terra i les illes adjacents van ser descobertes per Colom de Gènova, en nom dels sobirans de Castella".
Amb tot, i malgrat aquesta revisió, 1.000 còpies dels mapa mundi ja havien estat distribuïdes, i la denominació havia fet fortuna.
El mapa mural restà perdut durant un llarg període,. Una còpia fou trobada en un castell de Wolfegg (Alemanya) pel clergue Joseph Fischer l'any 1901. Essent aquesta l'única còpia que ha sobreviscut, Dita còpia fou adquirida per la Biblioteca del Congrés dels Estats Units des de l'any 2001. Quatre còpies del mapa globular han sobreviscut en forma de "gallons" (mapes impresos que estaven destinats a ser tallats i enganxats a una esfera). Un d'aquests es troba a la Biblioteca James Ford Bell de la universitat de Minnesota (Estats Units).